# 天統 (明玉珍)
天統（てんとう）は元代、四川での反乱指導者明玉珍が建てた私年号。1363年 - 1366年。
史書によって元年に異説があるが、李崇智は明玉珍の墓誌を根拠に1363年建元説を採る。

## 西暦・干支との対照表
| 天統 | 元年   | 2年    | 3年    | 4年    |
| 西暦 | 1363年 | 1364年 | 1365年 | 1366年 |
| 干支 | 癸卯   | 甲辰   | 乙巳   | 丙午   |